# آب تشندار
آب تشندار (آبجدان) (بالفارسية: آب‌چندار) هي منطقة سكنية تقع في إيران في قسم آبجدان الريفي. يقدر عدد سكانها بـ 81 نسمة .